# San Jose Earthquakes (1974–88)
O San Jose Earthquakes original foi um clube americano de futebol profissional que jogou de 1974 a 1988. A equipe começou como uma franquia de expansão na North American Soccer League e estava originalmente preparada para jogar em São Francisco; mas as vendas de ingressos de baixa temporada levaram a uma mudança tardia para o Spartan Stadium emSan Jose. A mudança para San Jose, vítima de esportes, foi um sucesso imediato, e o Earthquakes lideraram o campeonato com um público de mais de 15.000 por jogo em 1974, o dobro da média da liga. O sucesso da equipe levou o Spartan Stadium a ser escolhido como local do primeiro NASL Soccer Bowl em 1975. De 1983 a 1984, a equipe ficou conhecida como o Golden Bay Earthquakes . Durante este tempo, também jogou na Major Indoor Soccer League original e no circuito interno da NASL, vencendo o primeiro torneio indoor da NASL em 1975. Seus jogos de salão foram jogados pela primeira vez no Cow Palace e depois no Oakland Coliseum Arena .
Após o colapso da NASL em 1984, o clube voltou a se chamar San Jose Earthquakes antes de ingressar na Western Soccer Alliance em 1985, onde jogou até o fim da liga após a temporada de 1988.
O nome Earthquakes foi criado pelo gerente geral Dick Berg, mas foi criticado devido à proximidade de San Jose com a falha de San Andreas .